# Aeropuerto Internacional de Kunming-Changshui
El Aeropuerto Internacional de Kunming Changshui (IATA: KMG, OACI: ZPPP), o Nuevo Aeropuerto de Kunming (昆明新机场) es el principal aerouperto de Kunming, capital de la provincia de Yunnan, China. Está situado 24,5 km al noreste del centro de la ciudad, en una zona montañosa degradada, a unos 2100 m s. n. m. Abrió a las 08:00 (UTC+8) del 28 de junio de 2012. Sustituyó al antiguo Aeropuerto Internacional de Kunming Wujiaba, que será demolido. Como puerta de enlace hacia el Sudeste y Sur de Asia, el Aeropuerto de Changshui es un centro de operaciones (hub) para China Eastern Airlines, Kunming Airlines y Lucky Air.
El nuevo aeropuerto tiene dos pistas (frente a la única pista de Wujiaba), y se espera que tenga un tráfico de 38 millones de pasajeros anuales en 2020.
La terminal principal fue diseñada por la firma arquitectónica SOM con la firma de ingeniería Arup.

## Terminal

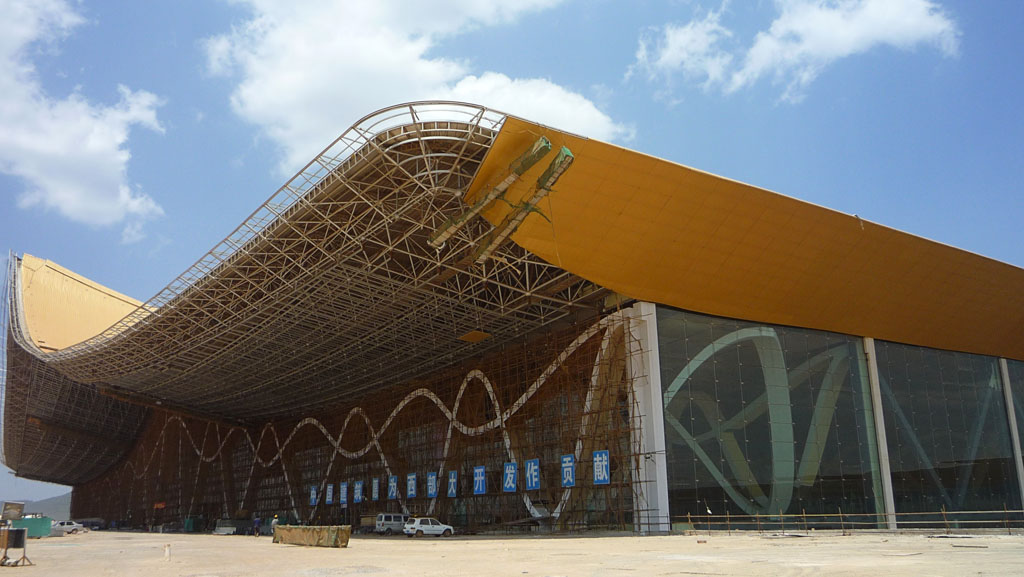
La terminal del nuevo Aeropuerto de Kunming

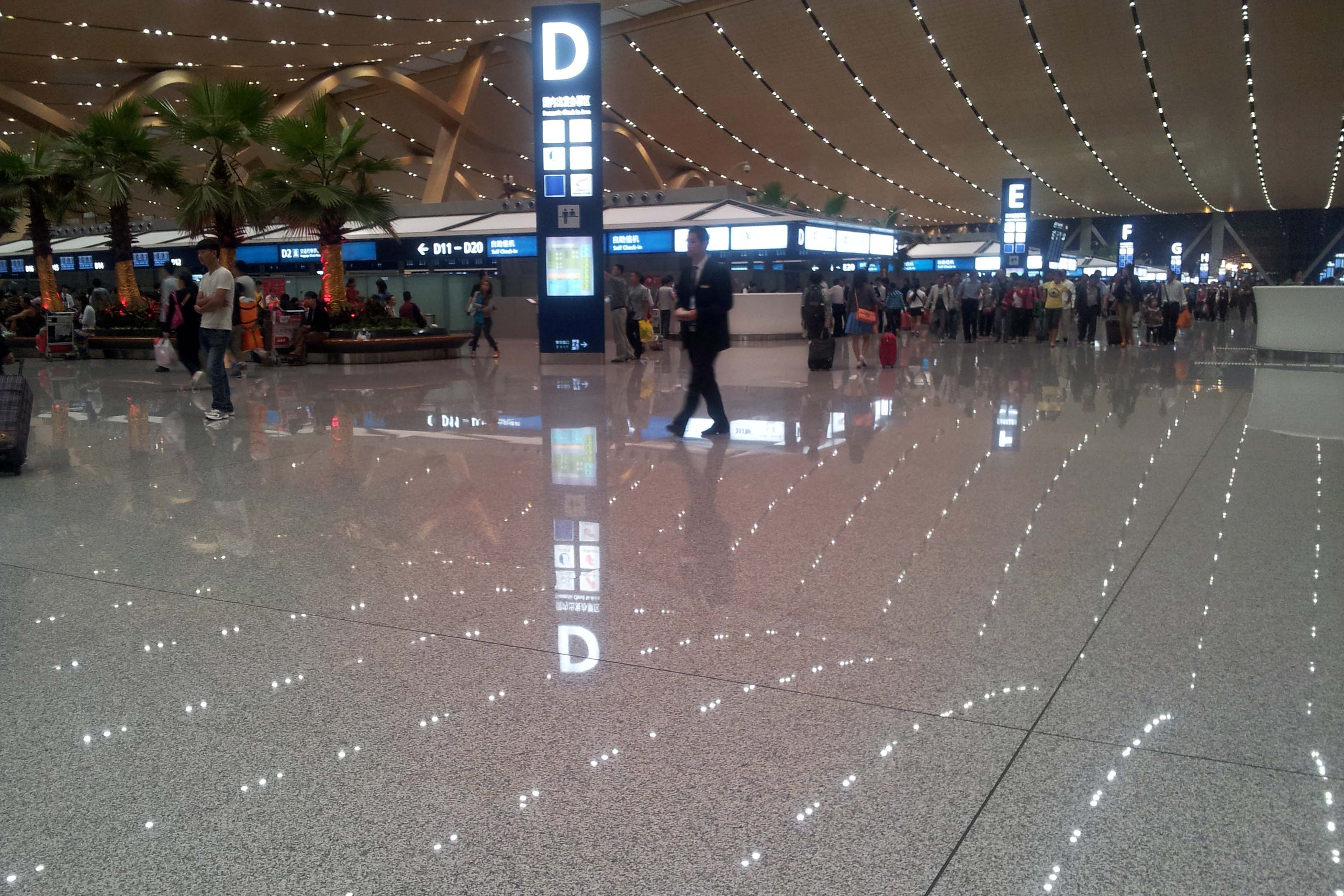
El interior de la terminal

La terminal principal del Aeropuerto de Changshui es la segunda terminal más grande de China, con una superficie de 548 300 m². También tiene 66 puertas de contacto con pasarelas de acceso.

## Construcción
La construcción comenzó en 2009, cuando se denominaba Aeropuerto Internacional de Zheng He. El breve período de construcción se vio empañado por dos incidentes. El primero sucedió el 3 de enero de 2010, cuando murieron siete trabajadores al derrumbarse un puente incompleto. En el otro incidente, el 28 de junio de 2011, once trabajadores resultaron heridos cuando se derrumbó un túnel en construcción. La construcción de la terminal principal del aeropuerto se completó en julio de 2011.

## Transporte

### Metro
El aeropuerto es el término de la Línea 6 del Metro de Kunming, que abrió el mismo día que el aeropuerto.

### Carretera
Está conectado a la ciudad de Kunming por una nueva autopista de peaje de 13 km, así como la ya existente Carretera Provincial S101.

## Aerolíneas y destinos
| Aerolíneas                                              | Destinos |
| ------------------------------------------------------- | --- |
| Air China                                               | Pekín-Capital, Changsha, Chengdu, Guiyang, Hangzhou, Shanghái-Hongqiao, Tianjin, Wenzhou, Yuncheng |
| Air China                                               | Rangún |
| AirAsia                                                 | Kuala Lumpur |
| Beijing Capital Airlines                                | Haikou, Hangzhou |
| Chengdu Airlines                                        | Chengdú, Liuzhou, Xiamen |
| China Eastern Airlines                                  | Baoshan, Beihai, Pekín-Capital, Changsha, Chengdú, Chongqing, Dali, Dalian, Diqing, Fuzhou, Cantón, Guiyang, Hangzhou, Harbin, Hefei, Jinan, Jining, Lanzhou, Lijiang, Lincang, Linyi, Lhasa, Luoyang, Luzhou, Mangshi, Nanchang, Nanchong, Nankín, Nanning, Nantong, Ningbo, Ordos, Pu'er, Qianjiang, Qingdao, Sanya, Shanghái-Hongqiao, Shanghái-Pudong, Shenyang, Shenzhen, Shijiazhuang, Taiyuan, Tengchong, Wenshan, Wenzhou, Wuhan, Wuxi, Xiamen, Xi'an, Xishuangbanna, Yancheng, Yangzhou, Yibin, Yinchuan, Zhaotong, Zhengzhou |
| China Eastern Airlines                                  | Bangkok-Suvarnabhumi, Chiang Mai, Chiang Rai, Colombo, Da Nang, Daca, Dubái, Hanói, Hong Kong, Katmandú, Calcuta, Luang Prabang , Malé, Mandalay, Osaka-Kansai, Phnom Penh, Phuket, Seúl-Incheon, Siem Reap, Singapur, Taipéi-Taoyuan, Vientián, Rangún |
| China Southern Airlines                                 | Baoshan, Pekín-Capital, Changchun, Changsha, Chongqing, Dali, Dalian, Cantón, Guilin, Guiyang, Haikou, Harbin, Jieyang, Lijiang, Nanning, Shanghái-Pudong, Shenyang, Shenzhen, Urumqi, Wuhan, Xi'an, Xining, Xishuangbanna, Yiwu, Zhengzhou, Zhuhai |
| China Southern Airlines operados por Chongqing Airlines | Chongqing |
| China United Airlines                                   | Chongqing |
| Dragonair                                               | Hong Kong |
| Hainan Airlines                                         | Pekín-Capital, Haikou, Xi'an |
| Hong Kong Airlines                                      | Hong Kong |
| Juneyao Airlines                                        | Shanghái-Hongqiao |
| Korean Air                                              | Seúl-Incheon |
| Kunming Airlines                                        | Changsha, Changzhou, Chengdú, Chongqing, Fuzhou, Cantón, Guiyang, Haikou, Harbin, Jinan, Lijiang, Mangshi, Nanchang, Nankín, Nanning, Qingdao, Shenzhen, Shijiazhuang, Taiyuan, Taizhou, Tengchong, Wuhan, Xiamen, Xi'an, Xishuangbanna, Yinchuan, Zhengzhou |
| Lao Airlines                                            | Vientián |
| Lucky Air                                               | Baotou, Changsha, Chengdú, Chongqing, Dali, Dalian, Diqing, Fuzhou, Guiyang, Haikou, Harbin, Hefei, Hohhot, Jinan, Lanzhou, Lijiang, Mangshi, Nankín, Nanning, Pu'er, Qingdao, Sanya, Shanghái-Pudong, Shenyang, Shijiazhuang, Taiyuan, Tangshan, Tengchong, Tianjin, Urumqi, Wuhan, Xiamen, Xi'an, Xishuangbanna, Xuzhou, Yichang, Zhengzhou |
| Malaysia Airlines                                       | Kuala Lumpur |
| Okay Airways                                            | Changsha, Hefei, Tianjin, Yulin |
| Shandong Airlines                                       | Guiyang, Jinan, Nankín, Qingdao, Yantai |
| Shanghái Airlines                                       | Shanghái-Hongqiao, Tianjin |
| Shenzhen Airlines                                       | Changsha [begins ], Guangzhou, Quanzhou [comienza el ], Shenzhen, Wuhan, Wuxi |
| Sichuan Airlines                                        | Pekín-Capital, Changchun, Changsha, Chengdú, Chongqing, Dalian, Guiyang, Haikou, Harbin, Hohhot, Jinan, Nanchang, Nankín, Ningbo, Shijiazhuang, Wanzhou, Wenzhou, Xiamen, Xining, Xuzhou, Yinchuan, Zhengzhou |
| Sichuan Airlines                                        | Taipéi-Taoyuan |
| SilkAir                                                 | Singapur |
| Spring Airlines                                         | Changde, Huaihua, Mianyang [comienza el ], Qianjiang, Shanghái-Hongqiao, Shanghái-Pudong, Shenyang [comienza el ], Zunyi |
| Thai Airways International                              | Bangkok-Suvarnabhumi |
| Uni Air                                                 | Kaohsiung, Taipéi-Taoyuan |
| West Air (China)                                        | Chongqing, Lijiang, Xishuangbanna |
| Xiamen Airlines                                         | Fuzhou, Hangzhou, Nanchang, Quanzhou, Wuhan, Xiamen |

## Estadísticas
Ver fuente y consulta Wikidata.